# Автошлях Т 0232
Автошля́х Т 0232 — автомобільний шлях територіального значення у Вінницькій області. Пролягає територією Барського та Мурованокуриловецького районів через Гулі—Муровані Курилівці. Загальна довжина — 25,5 км.

## Маршрут
Автошлях проходить через такі населені пункти:
| Автошлях Т 0232             |        |
| Вінницька область           |        |
| Барський район              |        |
| Гулі                        | Т 0610 |
| Мурованокуриловецький район |        |
| Конищів                     |        |
| Знаменівка                  |        |
| Бахтин                      |        |
| Дерешова                    |        |
| Муровані Курилівці          | Т 2308 |